# 戈爾登瓦利科勒尼 (蒙大拿州)
戈爾登瓦利科勒尼（英語：Golden Valley Colony）是位於美國蒙大拿州戈爾登瓦利縣的普查規定居民點。

## 人口
根據2020年美國人口普查的數據，戈爾登瓦利科勒尼的面積為0.54平方千米，皆為陸地。當地共有人口4人，而人口密度為每平方千米7.41人。